# Яниковский, Станислав
Станислав Леопольд Яниковский (пол. Stanisław Leopold Janikowski; 17 февраля 1891 — 23 сентября 1965) ― польский дипломат и этрусколог.

## Биография
Станислав Леопольд Яниковский родился в городе Пётркув-Трыбунальский, который находится на юге Польши. Он был сыном этнографа и путешественника Леопольда Яниковского (en:Leopold Janikowski) и Софьи Яниковской (урожденной Крайцевич). Станислав Яниковский провел основную часть своей жизни в Италии, в Риме, и вернулся в Польшу только в 1965 году. 23 сентября 1965 года он умер в возрасте 77 лет в доме своих родителей в Зелёнке, городе, расположенном недалеко от Варшавы. Был похоронен в самой столице.

### Ранняя жизнь
Начиная с школьных лет, Станислав Яниковский участвовал в борьбе за независимость Польши. При участии в подпольных операциях носил кодовое имя Wampir (Вампир). После начала Революции 1905—1907 годов принимал участие в студенческой стачке, направленной против политики русификации. Был членом организации «Polskie Drużyny Strzeleckie» («Польские стрелецкие дружины», полувоенная организация, выступавшая за независимость и имевшая штаб в Кракове; находилась под покровительством австрийского правительства) и  организации «Сокол». Из-за слабого здоровья и начала Первой мировой войны Яниковский не смог завершить учебу в Ягеллонском университете. Поскольку он также не мог быть принят в регулярную армию, во время войны Яниковский принимал активное участие в тайном обществе под названием Wolnej Szkole Wojskowej (Свободная кадетская школа) в Варшаве. С 1914 года он также был членом секретного Центрального Комитета «ZET» Ассоциации польской молодежи (польский: Związek Młodzieży Polskiej), а с 1915 года ― в Польской военной организации (POW, Polska Organizacja Wojskowa). В 1918 году, совместно с бывшими членами ZET, которые уже не могли считаться «молодежью», он стал членом комитета Związku Patriotycznym (Патриотическая лига), затем ― Związek Naprawy Rzeczpospolitej (Союз по благоустройству республики).

### Дипломатическая карьера
Станислав Яниковский поступил на службу в Министерство иностранных дел Польши 15 ноября 1918 года. В 1920 году он принимал участие в переговорах с советской стороной в Минске. В следующем году он также был одним из членов польской делегации на переговорах о заключении Рижского мирного договора. После этого он провёл некоторое время в Литве, ведя переговоры о формировании большинства в сейме Вильнюса, которое бы поддержало политику Юзефа Пилсудского.
После возвращения в Варшаву Яниковский непродолжительное время работал в Восточном департаменте Министерства иностранных дел Польши. В 1927 году он занял пост советника при посольстве Польской республики у Святого Престола.
После смерти посла Владислава Скржинского в 1937 году Яниковский исполнял обязанности своего бывшего начальника, будучи поверенным в делах, пока в Ватикан не прибыл новый посол Казимеж Папье.

### Вторая мировая война
После начала Второй мировой войны, когда основная часть польских властей была интернирована немцами, Яниковский продвигается дальше по службе с подачи президента польской Республики, генерала Болеслава Венява-Длугошовского.
С 1944 года до 7 июля 1945 года он занимал должность управляющего посольством Польской республики в Квиринале, имея звание посланника. Он продолжал сотрудничать с Казимежом Папье, хотя имя Яниковского не было официально упомянуто в статистическом ежегоднике Annuario Pontificio.

### Послевоенные годы
С января по май 1954 года он оставался в Лондоне, где занимал пост Министра иностранных дел Польского правительства в изгнании при премьер-министре Ежи Хриневском. После возвращении в Рим Яниковский занимался радиовещанием. В 1965 году он вернулся в Польшу с женой и поселился в Зелёнке, (на шоссе, названном в честь его отца, исследователя и путешественника Леопольда Яниковского), близ Варшавы, где умер несколько месяцев спустя, 23 сентября. Он был похоронен 27 сентября 1965 года в семейной могиле на кладбище Старые Повонзки в Варшаве. Мельхиор Ванкович, известный в Польше писатель, произнёс похоронную речь на погребении.

### Семья
Станислав Яниковский был единственным ребенком Леопольда (1855 — 8 декабря 1942) и Софьи Крайцевич (21 ноября 1867 — 26 апреля 1963). Леопольд Яниковский был метеорологом по образованию, а затем также стал и этнографом. Совершил две экспедиции в Камерун и Западную Африку в 1880-х годах.
Станислав встретил свою будущую жену Галину Превыш-Квинто во время своего пребывания в Вильно. Они поженились в 1925 году. Галина родилась 23 сентября 1898 года в городе Липнишки в Литве. У них было трое детей. Их дочь Анна Мария, родилась 21 июля 1926 года в Варшаве; 29 июня 1946 года она вышла замуж за Эдварда Шчепаника, который впоследствии стал последним премьер-министром Польского правительства в изгнании. У неё было 4 детей и она попеременно жила в Лондоне, Гонконге, Риме а в конце жизни ― в Льюисе, Восточный Суссекс, Англия. Она умерла 23 декабря 1995.
Первый сын Станислав Мария родился в Риме 28 ноября 1927 года. После войны он поселился в Англии, где он до сих пор живет в городе Филикстоу в браке с ирландкой Бриджет Харкин. У них есть дочь.
Второй сын, Войцех Игнатий Мария, родился 31 июля 1935 года в Вильнюсе. Всю свою жизнь он провёл в Риме, с двумя своими сыновьями.
Галина умерла в городе Зелёнка 18 декабря 1981 года, через 16 лет после кончины своего мужа.

## Публикации
- Miscellanea Copernicana. Przyczynki do biografii, red. Mirosław J. Kucharski, Toruń: Towarzystwo Przyjaciół Archiwum Emigracji — Oficyna Wydawnicza Kucharski 2011.